# Espahí
|  | Per a altres significats, vegeu «spahi». |

Els espahís són els soldats de cavalleria, generalment d'ètnia turca, al servei de l'Imperi Otomà des del segle xv; i per extensió als soldats de cavalleria del nord d'Àfrica (àrabs i amazics) al servei, primer, de l'Imperi Otomà. El nom «espahí» és adaptació del francès spahi, que al seu torn prové del turc sipahi, o bé de l'àrab sibahi (vegeu més avall); l'arrel darrera és el persa sepah (soldat de cavalleria), arrel, també, de sipai.

## Imperi Otomà
A l'exèrcit otomà es denominaven espahís (sipahi, pronunciat sipahí) la major part de les tropes de cavalleria, fins al punt que ambdós mots eren prop de la sinonímia. Hi havia dos grans tipus d'espahís: d'una banda els espahís timariotes (timarlı sipahi), d'adscripció provincial i sota dependència feudalitzant, els quals constituïen la major part de la cavalleria otomana; i, de l'altra, els espahís de la Porta (kapıkulu sipahi), tropes d'elit, regulars i assalariades, incloses en la guàrdia del soldà. En termes generals els espahís eren reclutats entre turcs ètnics i constituïen tropes força lleials al soldà; per ambdós motius mantingueren una relació molt tibant amb els geníssers, llavors predominants. El 1826, sempre a les ordres del soldà, els espahís intervingueren decisivament en la destrucció (física) dels geníssers. Emperò, el 1828, en el marc de la reestructuració modernitzadora de l'exèrcit otomà, els cossos d'espahís foren abolits (pacíficament) per tal de donar pas a una nova cavalleria organitzada segons els paràmetres europeus.

## Espahís arabo-amazics del nord d'Àfrica
També al nord d'Àfrica hi hagué tropes de cavalleria al servei de l'Imperi Otomà conegudes amb el nom d'espahí. L'equivalent àrab era sibahi (plural sabahiya). A Trípoli (Líbia) els sibahis són assenyalats des de 1580. A Tunísia es denominà sibahi un cos de policia otomana fundat al segle xvi o començaments del XVII; són esmentats per primer cop el 1614. Fou ampliat sota Hamuda Bey (1631-1659) amb tres cossos establerts a Kairuan, al-Kef i Béja; aquests ereen formats per autòctons, però hi havia un cos reservat per a geníssers. Cada cos (adjak) era manat per un agha i el de Tunis, el principal, per un bash agha. Al segle xix es van crear tres nous cossos a Gabes, a Djarid i al Sahel tunisià. El nombre total va arribar a uns dos mil. Després de la creació de l'exèrcit regular el 1830, foren dissolts vers 1840.
A Algèria hi hagué sibahis, bàsicament autòctons, amb alguns de reclutats entre els geníssers. Llur desenvolupament fou similar al de Tunísia.
Els cossos espahís otomans del nord d'Àfrica foren abolits arran de la conquesta francesa, si bé constituïren el model dels espahís de l'exèrcit francès.